# Калофер
Калофер (болг. Калофер) — город в Болгарии. Находится в Пловдивской области, входит в общину Карлово. Население составляет 2629 человек (2022).

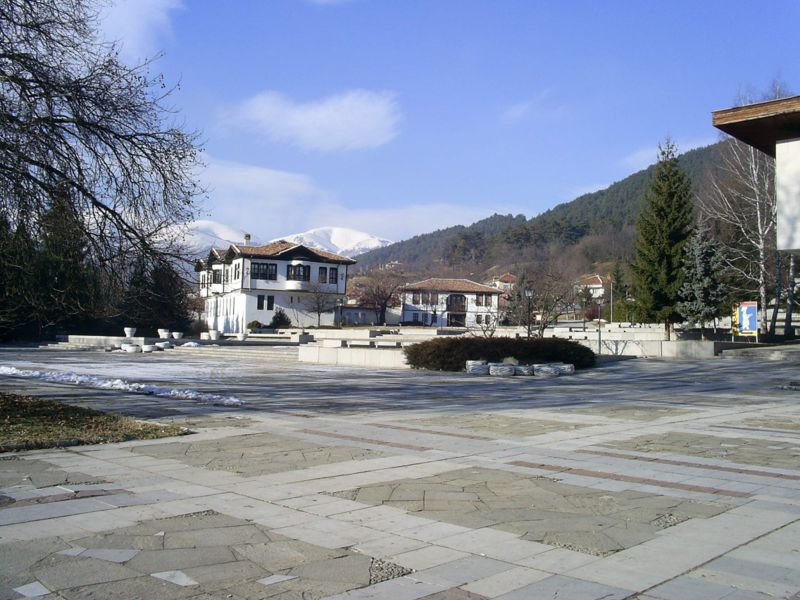

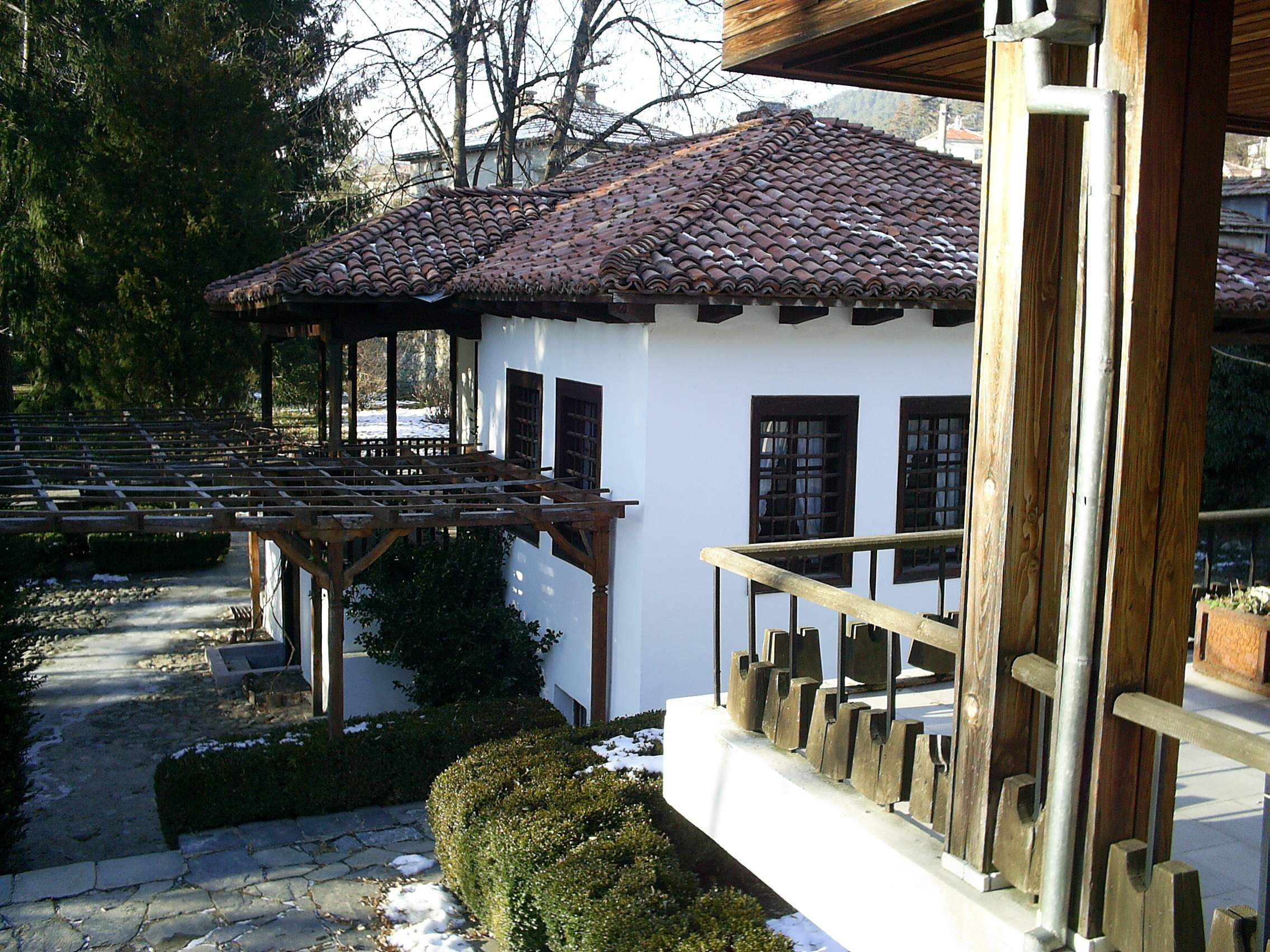

## Политическая ситуация
В местном кметстве Калофер, в состав которого входит Калофер, должность кмета (старосты) исполняет София Игнатова Димитрова (Граждане за европейское развитие Болгарии (ГЕРБ)) по результатам выборов правления кметства.
Кмет (мэр) общины Карлово — Найден Христов Найденов (коалиция партий:Болгарская социалистическая партия (БСП), Земледельческий союз Александра Стамболийского (ЗСАС), Болгарская социал-демократия, Движение за социальный гуманизм (ДСХ), политический клуб «Экогласность», политический клуб «Фракия») по результатам выборов в правление общины.

## Люди, связанные с городом
Калофер — родина поэта Христо Ботева, архитектора Георги Фингова и просветителя  Димитрия Мутева.